# Ernst Gerold Schramm
Ernst Gerold Schramm (* 8. Juli 1938 in Steinheim am Main; † 8. Juni 2004 in Mainz) war ein deutscher Opernsänger (Bariton) und Gesangspädagoge.

## Leben
Schramm  erlernte schon als Kind das Klavierspiel und sang im renommierten Chor seines Onkels auch die Solostellen. Er wurde später nicht nur als Pianist, sondern auch als Chordirigent aktiv. An der Musikhochschule Frankfurt wurde er unter anderen von Ernst Arnold, Martin Gründler und Bruno Vondenhoff, Leiter der Opernklasse, unterrichtet. Im Jahr 1965 gewann er den Internationalen Gesangswettbewerb in Genf und hatte daraufhin im Wiener Musikverein mit dem Deutschen Requiem von Johannes Brahms seinen ersten Auftritt unter der Leitung von Wolfgang Sawallisch. Darauf folgten Matthäus- und Johannes-Passion von Bach unter Karl Richter, unter dem er auch bei den großen Toureen durch Südamerika, Japan usw. die Bass-Partien sang. 1966 gab er am Staatstheater Hannover als Marullo in Giuseppe Verdis Rigoletto sein Bühnendebüt. Große Erfolge konnte er auch an der Frankfurter Oper erzielen, wo er zeitgleich an der Musikhochschule unterrichtete. Er sang an der Deutschen Oper Berlin, am Opernhaus Wuppertal, bei den Salzburger Festspielen, bei den Bregenzer Festspielen und an der Volksoper Wien. An der Hochschule der Künste Berlin war er nicht nur als Dozent, sondern auch als Geschäftsführender Direktor tätig. Nach der Pensionierung im Jahr 2004 hatte er gemeinsame Auftritte mit seinem langjährigen Partner am Piano, Alois Ickstadt, geplant. Bei Proben brach er jedoch zusammen, die Diagnose ergab eine weit fortgeschrittene Erkrankung, an der er nur wenige Monate später verstarb.

## Hörfunk und Fernsehen
Unter Mitwirkung von Ernst Gerold Schramm sind eine Vielzahl von Hörfunk- und Fernsehsendungen entstanden. Beispielhaft können die ZDF-Aufzeichnungen der Johannes- und Matthäus-Passion Johann Sebastian Bachs genannt werden.

## Diskografie (Auswahl)
- Georg Friedrich Händel: Der Messias. Ausführende: Sharon Markovich (Sopran). Hildegard Laurich (Alt), Adalbert Kraus (Tenor), Ernst Gerold Schramm (Bass), Collegium Instrumentale Alois Kottmann, Figuralchor des Hessischen Rundfunks, Alois Ickstadt (Dirigent). Melisma 6046, Oestrich-Winkel.
- Joseph Haydn: Die Schöpfung. Oratorium für Soli, Chor und Orchester. Solisten: Dorothea Wirtz (Sopran), Adalbert Kraus (Tenor), Ernst Gerold Schramm (Bass), Collegium Instrumentale Alois Kottmann, Figuralchor des Hessischen Rundfunks, Bläser des Frankfurter Museumsorchesters, Alois Ickstadt (Dirigent). Melisma 706, Oestrich-Winkel.
- Johann Sebastian Bach: Kantate Herz und Mund und Tat und Leben, BWV 147; Joseph Haydn: Missa in d-Moll in angustiis Hob. XXII:11 (Messe in der Bedrängnis, auch: Nelson-Messe). Ausführende: Ulrike Sonntag (Sopran), Alison Browner (Alt), Adalbert Kraus (Tenor), Ernst Gerold Schramm (Bass), Collegium Instrumentale Alois Kottmann, Figuralchor des Hessischen Rundfunks, Alois Ickstadt (Dirigent). Melisma 726, Oestrich-Winkel.
- Johann Sebastian Bach: Johannes-Passion BWV 245. Ausführende: Ulrike Sonntag (Sopran), Alison Browner (Alt), Adalbert Kraus (Tenor), Ernst Gerold Schramm (Bass), Collegium Instrumentale Alois Kottmann, Figuralchor des Hessischen Rundfunks, Alois Ickstadt (Dirigent). Melisma 7058, Oestrich-Winkel.
- Johann Sebastian Bach: Messe h-Moll BWV 232. Ausführende: Ulrike Sonntag (Sopran), Alison Browner (Alt), Adalbert Kraus (Tenor), Ernst Gerold Schramm (Bass), Collegium Instrumentale Alois Kottmann, Figuralchor des Hessischen Rundfunks, Dirigent: Alois Ickstadt. Melisma 7023-2, Oestrich-Winkel.
- Ludwig van Beethoven: Missa in C-dur, op. 86. Ausführende: Gundula Janowitz (Sopran), Julia Hamari (Alt), Horst Laubenthal (Tenor), Ernst Gerold Schramm (Bass), Münchener Bach-Chor, Karl Richter (Dirigent). Deutsche Grammophon 2563 056.